# Erik Nielsen (canadisk politiker)
 For alternative betydninger, se Erik Nielsen. (Se også artikler, som begynder med Erik Nielsen)
Erik Hersholt Nielsen (født 24. februar 1924 i Regina, Saskatchewan, død 4. september 2008 i Kelowna, British Columbia) var en canadisk politiker. Han sad i Yukons parlament for Progressive Conservative Party of Canada 1957-1987. Han var minister for offentlige arbejder 1979-1980 under Joe Clark og vicepremierminster 1984-1986 og forsvarminister 1985-1986 under Brian Mulroney. Erik Nielsen var storebror til skuespilleren Leslie Nielsen.
Erik Nielsen Whitehorse International Airport, lufthavnen i Yukons hovedstad Whitehorse blev opkaldt efter Erik Nielsen i 2008 efter hans død.